# Woodford Halse
Woodford Halse is een plaats en civil parish in het bestuurlijke gebied Daventry district, in het Engelse graafschap Northamptonshire.